# Richard Fuchs
Maximilian Ernst Richard Fuchs (Greifswald, 5 de dezembro de 1873 – Bad Doberan, 28 de dezembro de 1944) foi um matemático e técnico de voo alemão.
Richard Fuchs obteve um doutorado em 1897 na Universidade de Berlim, orientado por Ferdinand Georg Frobenius e Hermann Amandus Schwarz, com a tese Ueber die Periodicitätsmoduln der hyperelliptischen Integrale als Functionen eines Verzweigungspunktes. Obteve a habilitação em 1906 na Universidade Técnica de Berlim.
Filho do matemático Lazarus Fuchs. Publicou com Ludwig Schlesinger os Gesammelte mathematische Werke de seu pai.
Uma das áreas principais de seu interesse foi equações diferenciais no domínio complexo. Nesta área completou dentre outros investigações de Paul Painlevé sobre equações diferenciais de segunda ordem sem singularidades móveis.
Richard Fuchs trabalhou também com a técnica do voo. Publicou com Ludwig Hopf o livro Aerodynamik.

## Publicações selecionadas
- Ueber die Periodicitätsmoduln der hyperelliptischen Integrale als Functionen eines Verzweigungspunktes. Tese. Berlim 1897.
- com Ludwig Schlesinger (Ed.): Gesammelte mathematische Werke von L. Fuchs. Mayer & Müller, Berlin 1904–1909.
- com Ludwig Hopf: Aerodynamik. Schmidt & Co., Berlim 1922 (Nova edição melhorada (com Fr. Seewald): Springer, Berlim 1934).